# 大安山南瀑布
大安山南瀑布位於花蓮縣萬榮鄉萬里溪左岸支流，大安山西南方約2.7公里溪谷。瀑布標高約1370公尺至1240公尺，為直瀉型瀑布，落差約130公尺。臺灣已故知名空拍攝影師齊柏林曾攝有此瀑布的影像紀錄。

## 解
1. ↑  根據《臺灣通用電子地圖【NLSC】》、《農航所（正射影像圖）》對照。